# Dub v polích mezi Točnou a Cholupicemi
Dub v polích mezi Točnou a Cholupicemi je památný strom, který roste východně od Točné přibližně 75 metrů od polní cesty spojující samotu u Točné s Dolními Břežany. Je součástí přírodního parku Modřanská rokle - Cholupice.

## Parametry stromu
- Výška (m): 14,5
- Obvod (cm): 240
- Ochranné pásmo: vyhlášené – kruh o poloměru 10 m na p.č. 920/11, PK 269/4, 269/5, 269/1
- Datum prvního vyhlášení: 20.02.2010[1]
- Odhadované stáří: 90 let (r. 2016)[2]

## Popis
Solitérní strom má rovný kmen a širokou košatou korunu, která je rozměrově širší než vyšší. Jeho zdravotní stav je velmi dobrý.

## Historie
Dub byl vysazen kolem roku 1925 spolu s dalšími dvěma duby v místech, kde se původně rozkládala drobná políčka a louky. Roku 1947 přišel do Čech za prací jeden Lipovan z Rumunska a chtěl všechny tři pokácet, ale na přímluvu majitele pozemku pokácel pouze dva.
Ve filmu Třetí princ (1982, Antonín Moskalyk) se objevil v 11. minutě záběru. Roku 2013 se stal jedním z dvanácti finalistů ankety Strom roku a umístil se na 7. místě. Do ankety jej navrhli žáci a učitelé ze ZŠ Na Beránku.

## Památné stromy v okolí
- Dva duby v Točné
- Dub severně ulice Branišovské v Točné
- Dub letní u samoty Nouzov v Točné